# Брентисы
Брентисы (Brenthis) — род дневных бабочек из семейства нимфалид.

## Описание
Отличительная особенность копулятивного аппарата у представителей рода — это раздвоенная вершина ункуса (Х-тергита).
Передние крылья с выгнутым внешним крем, край задних крыльев волнистый. Нижняя сторона крыльев всегда лишена перламутровых пятен. Жилки R1, R2 не ветвятся и берут начало от центральной ячейки. Жилки R3, R4, R5 имеют общий ствол, который также начинается от центральной ячейки. На заднем крыле жилка M3 и жилка Cu1 отходят от центральной ячейки из одной точки. У самцов на передних крыльях отсутствуют андрокониальные поля.

## Список видов
- Перламутровка малинная, или Перламутровка Дафна Brenthis daphne (Denis & Schiffermüller, 1775)
- Перламутровка геката Brenthis hecate (Denis & Schiffermüller, 1775)
- Перламутровка таволговая, или Перламутровка таволжанка Brenthis ino (Rottemburg, 1775)
- Brenthis mofidii Wyatt, 1968